# 塔里木河
塔里木河（維吾爾語：تارىم دەرياسى‎，拉丁维文：Tarim deryasi）为中国最大，世界第五大内流河（第一大为伏尔加河），中国境内最长的内流河，位于新疆塔里木盆地。塔里木河发源于喀喇昆仑山，沿塔克拉玛干沙漠北缘注入罗布泊，全长2327千米，流域面积102万平方千米，主要支流有和田河、阿克苏河、喀什噶尔河等。塔里木河河道在歷史上南北擺動，遷移不定。最後一次大的河道變動發生在1921年干流改道東流经孔雀河注入羅布泊。1952年在尉犁縣附近築壩，同孔雀河分離，河水复經铁干里克故道流向台特瑪湖和罗布泊。

## 名稱
古突厥语中塔里木河的意思是“沙中之水”。公元2世纪时的希腊地理学家托勒密在他的著作《地理志》一书中把塔里木河称作奥伊哈尔德斯河。《水经注》称为南河。北朝、隋唐时称塔里木河为计式水、计戍水、计首水。清朝《西域图志》称“额尔色郭勒”，系蒙古语“漫流的水”之意。又据《清史稿》记载，河名塔里木意为“无缰之马”，形容河流经常改道。清嘉庆二十四年（1819）徐松编写的《西域水道记》中称：“回语（维吾尔语）谓‘可耕之地’曰塔里木，言滨河居人以耕为业。”

## 河源及流域
塔里木河主源为叶尔羌河，叶尔羌河上游由3條較大支流匯集而成：左源克勒青河发源于喀喇昆仑山北坡的锡亚琴慕士塔格山东南麓之著名的特拉木坎力冰川，最高峰为海拔7464米的特力木坎力峰。主源头称拉斯开木河源于喀喇昆仑山北坡的锡亚琴慕士塔格山东端的北里莫冰川。右源阿克塔河发源于海拔5539米的中印边界的喀喇昆仑山口。

塔里木河源流分四支即叶尔羌河、阿克苏河、喀什噶尔河、与和田河，四河于阿瓦提县的肖夹克附近汇合，清代《河源纪略》里记载为“会处四水交贯，形若牛栏”。肖夹克以下称塔里木河。按照主源叶尔羌河计算，全长2327公里，干流沿塔里木盆地北部边缘由西向东蜿蜒于北纬41度，到东经87度以东折向东南，穿过塔克拉玛干沙漠东部，最后注入罗布泊，流域面积102万平方千米。塔里木河干流分为上、中、下三段：羊吉巴扎以上为上段，此段河床不分叉，侧蚀强烈，曲流发育，河床不稳定；羊吉巴扎到群克为中段，这里叉道、湖沼众多，洪水期水流漫溢分散，主流常改道；群克以下为下段，河道复旧统一，河水经上、中段渗漏、蒸发及引灌溉后，所剩不多，又因群克至铁干里克之间兴建了大西海子水库，故只有少量河水可以流到英苏，洪水时期才有水泄入台特玛湖。

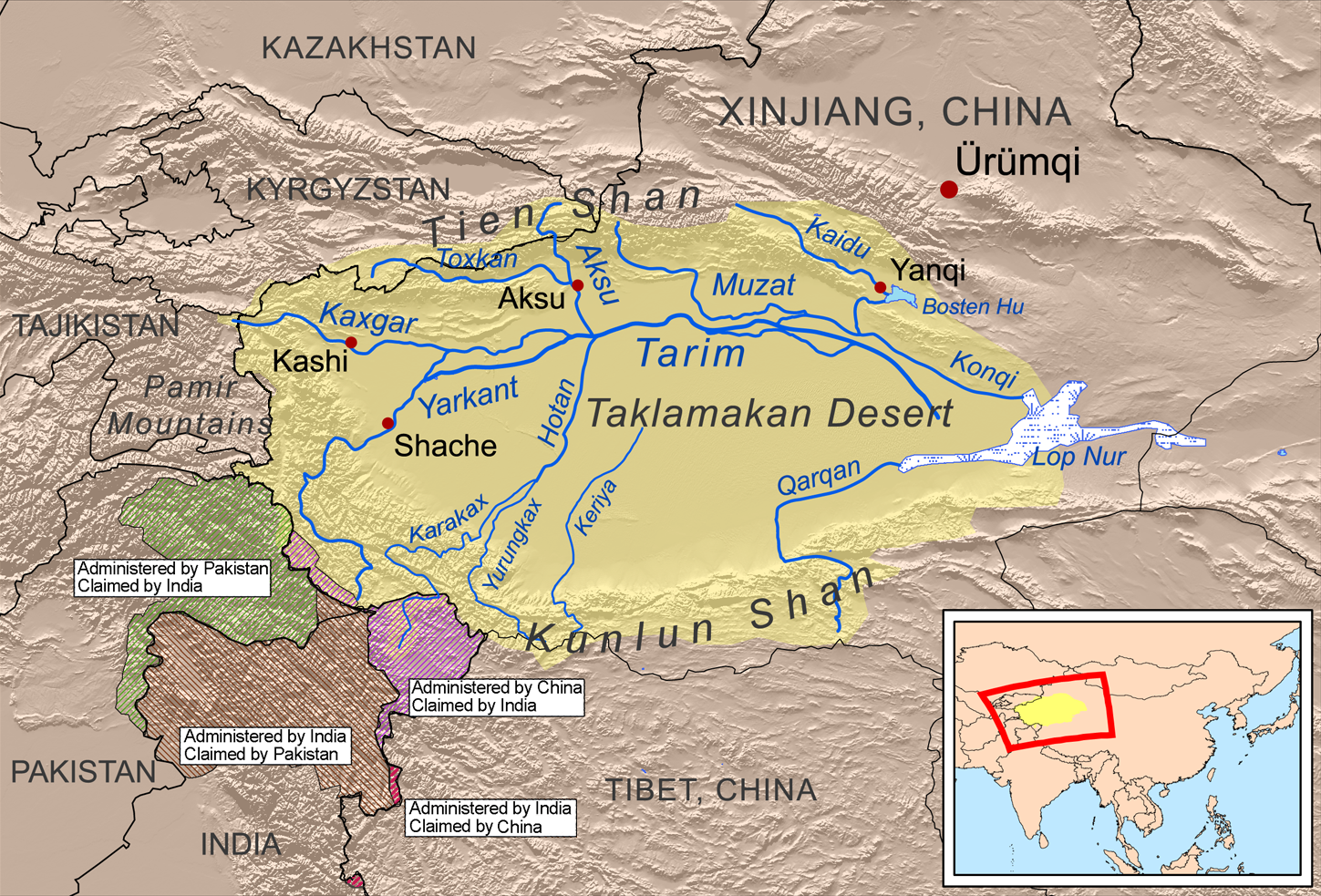
塔里木河在圖中以Tarim標示

## 水文
塔里木河流域属于内陆河流域，发源于塔里木盆地周围山地的内陆河流，向盆地内部流动，构成向心水系。塔里木河流域的河流水系是由发源于塔里木盆地周围的天山、帕米尔高原、喀喇昆仑山、昆仑山、阿尔金山的144条河流组成的，它们分属于九大水系，孔雀河水系、迪那河水系、渭干河水系、阿克苏河水系、喀什噶尔河水系、叶尔羌河水系、和田河水系、克里雅河水系、车尔臣河水系。
塔里木河水源完全来自发源于四周山区的各支流，含沙量很高，塔里木河在三大源流汇合處的年均水量是42.99亿立方米，其中阿克苏河33.58亿立方米，叶尔羌河0.23亿立方米，和田河9.18亿立方米。在下游从孔雀河引入2.12亿立方米，干流的总水量为45.11亿立方米。同时水量因季节差异而变化很大，进入夏季积雪及冰川融化使得水量增高，冬季则减小。塔里木河历史上是一条自然耗散型河流，多年平均上游耗水量为16.69亿立方米，中游耗水量22.96亿立方米，仅有6.33亿立方米水量进入下游。冰川径流年内分配不均匀，六月至九月来水量占全年径流量的70%-80%，大多为洪水；三到五月的灌溉季节来水量仅占全年径流量的10%左右，极易造成春旱。
塔里木河四大源流出山口处水质类别为1-2级，能够满足生活、农业灌溉和渔业养殖。由于受地理环境因素及农田排水影响，干流非汛期水质较差，河水矿化度已超出盐碱地区标准，水质类别为劣5类。洪水一般发生夏季，高山区5-9月为冰川高山积雪融水期。塔里木河流域多年平均天然径流量398.3亿立方米，主要以冰川融雪补给为主，不重复地下水资源量为30.7亿立方米，流域水资源总量为429亿立方米。1950年代以来，四大源流出山口天然径流量呈增加趋势，但由于源流区山前灌溉面积和用水量的增加，补给塔里木河干流水量由二十世紀五十年代年代的60亿立方米减少到二十一世纪初的44亿立方米，平均每十年减少3.2亿立方米。从1980年代至21世纪初入塔里木河水量已小于多年平均值。

## 生态
塔里木河经常改道，河道含沙量大，冲淤变化频繁，中游地区形成南北宽达千百米的冲积平原。塔里木河流域呈走廊状分布世界上目前面积最大的一片原始胡杨林。林中伴生诸多梭梭、甘草、柽柳、骆驼刺等沙生植物。养育着塔里木马鹿、野生雙峰駝、鹅喉羚、大天鹅、鹭鸶等上百种野生动物。目前下游胡杨林带正由于塔里木河断流、水量减小而不断消失。塔里木河全部流经沙漠地带，河床一般为粉沙、沙壤土，极易冲刷。上中游河床一般宽1千米以上，最宽近4千米，下游河床一般宽200-300米。塔里木河是一条原始河道，沿河极少堤防，洪水期任其漫溢，在河漫滩地带野生植物生长茂密，主要有胡杨林、红柳和各种牧草。河流中游地段地势平缓多洼地，水流分散，相互穿插，水网紊乱，河曲发育，水泊草湖连片。
自1950年代以来，虽然各支流的天然来水有所增加，但由于源流区和干流上中游的用水不断增加，塔里木河上游各支流水源日趋减少，喀什噶尔河在1950年代后期终止来水；叶尔羌河在1960年代修建巴楚县小海子水库以后，下泄水量锐减；和田河除大洪水期下泄水量外，其他时期无水下泄。下游上段生产建设兵团农二师的5个团场依靠拦河的大闸将来水全部引入平原水库，造成下游的下段已成一片沙漠，台特玛湖季节性干涸，罗布泊完全干涸。自2001年開始定期向下遊實行「生態供水」，部分恢復並維持下游植被及生態環境。